# Gerboise Bleue
Gerboise Bleue a fost numele primului test nuclear francez (fisiune nucleară). Bomba atomică a fost detonată la 13 februarie 1960 în deșertul Sahara.